# アンソニー・レゲット
アンソニー・ジェームズ・レゲット（Anthony James Leggett、トニー・レゲット 1938年3月26日 - ）は、イギリス出身のアメリカ合衆国の物理学者。イリノイ大学アーバナ・シャンペーン校教授などを歴任した。2003年、「超伝導と超流動の理論に関する先駆的貢献」によりノーベル物理学賞を受賞。

## 人物
ロンドンのキャンバーウェルで生まれる。奨学金を得てオックスフォード大学ベリオール・カレッジで学ぶ。
1960年代半ばに京都大学理学部で日本語論文の英訳や閲読の仕事(Progress of Theoretical PhysicsのLanguage Consultant)に就いており、日本語が流暢である。その経験を元に理系論文の書き方を発表し、現在では基本の名著となっている。1980年王立協会フェロー選出。2007年からは、Institute for Quantum Computing（ウォータールー大学）で研究を行っている。

## 業績
- Caldeira-Leggettの定理
- Leggett構想(Leggett Program,巨視的トンネル効果の実証の為の一般的指針)

## 著書
- 「物理学のすすめ」 科学選書  高木伸訳、紀伊國屋書店、1990年 ISBN 4314005394

## 受賞歴
- 1981年 - サイモン記念賞
- 1982年 - フリッツ・ロンドン記念賞
- 1992年 - ポール・ディラック賞
- 2002年 - ウルフ賞物理学部門
- 2003年 - ノーベル物理学賞